# 格拉斯霍帕章克申 (亞利桑那州)
格拉斯霍帕章克申（英語：Grasshopper Junction）是位於美國亞利桑那州莫哈維縣的一個非建制地區。該地的面積和人口皆未知。

## 地理
格拉斯霍帕章克申的座標為35°23′51″N 114°15′33″W / 35.39750°N 114.25917°W，而該地的平均海拔高度為1081米（即3547英尺）。